# 神と一緒に
『神と一緒に』（かみといっしょに）は、Ju Homin（原作）・三輪ヨシユキ（作画）による日本の青年漫画。
大韓民国で高いアクセス数を記録したウェブコミックのリメイク作品である。『ヤングガンガン』（スクウェア・エニックス）において、2011年から2014年まで連載された。

## 登場人物
金子洪（キム・ザホン）

降臨童子（こうりんどうじ）

日直差使（ウォンメク）

月直差使（ドクチュン）

陳箕漢（ジン・ギハン）

## 書誌情報
- Ju Homin（原作）・三輪ヨシユキ（作画） 『神と一緒に』 スクウェア・エニックス〈ヤングガンガンコミックス〉、全4巻
  1. 2012年7月25日発売[ス 1]、ISBN 978-4-7575-3678-4
  2. 2013年1月25日発売[ス 2]、ISBN 978-4-7575-3867-2
  3. 2013年8月24日発売[ス 3]、ISBN 978-4-7575-4051-4
  4. 2014年7月25日発売[ス 4]、ISBN 978-4-7575-4366-9

### スクウェア・エニックス公式サイト
以下の出典は『スクウェア・エニックス公式サイト』内のページ。書誌情報の発売日の出典としている。
1. ↑  “神と一緒に 1巻”. 2016年11月26日閲覧。
2. ↑  “神と一緒に 2巻”. 2016年11月26日閲覧。
3. ↑  “神と一緒に 3巻”. 2016年11月26日閲覧。
4. ↑  “神と一緒に 4巻（完）”. 2016年11月26日閲覧。